# Галка (річка)
Га́лка — річка в Україні, в межах Ніжинського, Прилуцького районів Чернігівської області. Права притока Удаю (басейн Дніпра). 
Довжина 30 км. Площа водозбірного басейну 235 км². Заплава почасти заболочена. Річище пряме. Русло за декілька кілометрів до гирла каналізоване. 
Бере початок біля смт Лосинівка. Протікає через такі населені пункти: Галиця, Петрівка, Мала Дівиця. Біля села Товкачівка впадає у річку Удай.